# 2020-21シーズンのオクラホマシティ・サンダー
2020-21シーズンのオクラホマシティ・サンダーは、サンダーがオクラホマシティに移転後13回目のシーズン、NBAでは55回目のシーズンである。2020年9月8日、サンダーで5シーズン務めたヘッドコーチのビリー・ドノバンと契約を解消した。2020年11月11日、サンダーはアシスタントコーチだったマーク・デイノートを新しいヘッドコーチに昇進させ、現在リーグで2番目に若いヘッドコーチとなった（1番はウルブズのライアン・サンダース）。

## ドラフト
| 巡 | 指名順 | 選手名                     | ポジション | 国籍           | 出身校など       |
| -- | ------ | -------------------------- | ---------- | -------------- | ---------------- |
| 1  | 25     | イマニュエル・クイックリー | PG         | アメリカ合衆国 | ケンタッキー大学 |
| 2  | 53     | カシアス・ウィンストン     | PG         | アメリカ合衆国 | ミシガン州立大学 |

## レギュラーシーズン成績

### ディビジョン
| ノースウェスト・ディビジョン           | 勝 | 負 | 勝率 | 差   | ホーム | ロード | Div | GP |
| -------------------------------------- | -- | -- | ---- | ---- | ------ | ------ | --- | -- |
| z – ユタ・ジャズ                       | 52 | 20 | .722 | 0.0  | 31–5   | 21–15  | 7–5 | 72 |
| x – デンバー・ナゲッツ                 | 47 | 25 | .653 | 5.0  | 25–11  | 22–14  | 9–3 | 72 |
| x – ポートランド・トレイルブレイザーズ | 42 | 30 | .583 | 10.0 | 20–16  | 22–14  | 6–6 | 72 |
| ミネソタ・ティンバーウルブズ           | 23 | 49 | .319 | 29.0 | 13–23  | 10–26  | 5–7 | 72 |
| オクラホマシティ・サンダー             | 22 | 50 | .306 | 30.0 | 10–26  | 12–24  | 3–9 | 72 |

### カンファレンス
| ウェスタン・カンファレンス | ウェスタン・カンファレンス             | ウェスタン・カンファレンス | ウェスタン・カンファレンス | ウェスタン・カンファレンス | ウェスタン・カンファレンス | ウェスタン・カンファレンス |
| #                          | チーム                                 | 勝                         | 負                         | 勝率                       | 差                         | GP                         |
| -------------------------- | -------------------------------------- | -------------------------- | -------------------------- | -------------------------- | -------------------------- | -------------------------- |
| 1                          | z – ユタ・ジャズ *                     | 52                         | 20                         | .722                       | –                          | 72                         |
| 2                          | y – フェニックス・サンズ *             | 51                         | 21                         | .708                       | 1.0                        | 72                         |
| 3                          | x – デンバー・ナゲッツ                 | 47                         | 25                         | .653                       | 5.0                        | 72                         |
| 4                          | x – ロサンゼルス・クリッパーズ         | 47                         | 25                         | .653                       | 5.0                        | 72                         |
| 5                          | y – ダラス・マーベリックス *           | 42                         | 30                         | .583                       | 10.0                       | 72                         |
| 6                          | x – ポートランド・トレイルブレイザーズ | 42                         | 30                         | .583                       | 10.0                       | 72                         |
|                            |                                        |                            |                            |                            |                            |                            |
| 7                          | x – ロサンゼルス・レイカーズ           | 42                         | 30                         | .583                       | 10.0                       | 72                         |
| 8                          | x – メンフィス・グリズリーズ           | 38                         | 34                         | .528                       | 14.0                       | 72                         |
| 9                          | ゴールデンステート・ウォリアーズ       | 39                         | 33                         | .542                       | 13.0                       | 72                         |
| 10                         | サンアントニオ・スパーズ               | 33                         | 39                         | .458                       | 19.0                       | 72                         |
|                            |                                        |                            |                            |                            |                            |                            |
| 11                         | ニューオーリンズ・ペリカンズ           | 31                         | 41                         | .431                       | 21.0                       | 72                         |
| 12                         | サクラメント・キングス                 | 31                         | 41                         | .431                       | 21.0                       | 72                         |
| 13                         | ミネソタ・ティンバーウルブズ           | 23                         | 49                         | .319                       | 29.0                       | 72                         |
| 14                         | オクラホマシティ・サンダー             | 22                         | 50                         | .306                       | 30.0                       | 72                         |
| 15                         | ヒューストン・ロケッツ                 | 17                         | 55                         | .236                       | 35.0                       | 72                         |

ノート
- z – 全体でホームコートアドバンテージ
- c – カンファレンスでホームコートアドバンテージ
- y – ディビジョン優勝
- x – プレーオフ出場
- * – ディビジョンリーダー

## 主な移籍

### トレード
| 2020年11月16日 | オクラホマシティ・サンダーへタイ・ジェローム ジェイレン・レック ケリー・ウーブレ・ジュニア リッキー・ルビオ 2022年の1巡目指名権 | フェニックス・サンズへクリス・ポール アブデル・ネイダー |
| 2020年11月19日 | オクラホマシティ・サンダーへアドミラル・スコフィールド ドラフト指名のヴィート・クレイチー | ワシントン・ウィザーズへドラフト指名のカシアス・ウィンストン |
| 2020年11月19日 | オクラホマシティ・サンダーへヴィンセント・ポワティエ 金銭 | ボストン・セルティックスへプロテクト付き2021年の2巡目指名権 |
| 2020年11月20日 | オクラホマシティ・サンダーへドラフト指名のアレクシー・ポクセヴスキー ジェームス・ジョンソン 2024年の2巡目指名権 | ミネソタ・ティンバーウルブズへドラフト指名のジェイデン・マクダニエルズ リッキー・ルビオ |
| 2020年11月20日 | ニューヨーク・ニックスへドラフト指名のイマニュエル・クイックリー | |
| 2020年11月22日 | オクラホマシティ・サンダーへ2021年のGSWのプロテクト付き1巡目指名権 2021年のDENの2巡目指名権 | ゴールデンステート・ウォリアーズへケリー・ウーブレ・ジュニア |
| 2020年11月24日 | オクラホマシティ・サンダーへジョージ・ヒル (ミルウォーキーから) ジラン・チータム (ニューオーリンズから) (サイン・アンド・トレード) ジョシュ・グレイ (ニューオーリンズから) (サイン・アンド・トレード) ダリウス・ミラー (ニューオーリンズから) ケンリック・ウィリアムズ (ニューオーリンズから) (サイン・アンド・トレード) 2023年のDENのプロテクト付き1巡目指名権 (デンバーから) 2023年のWASの2巡目指名権 (ニューオーリンズから) 2024年のCHAの2巡目指名権 (ニューオーリンズから) | ニューオーリンズ・ペリカンズの獲得スティーブン・アダムズ (オクラホマシティから) エリック・ブレッドソー (ミルウォーキーから) 2024年の1巡目指名権 (ミルウォーキーから) 2025年のMILの1巡目指名権 (ミルウォーキーから) 2026年のMILの1巡目指名権 (ミルウォーキーから) 2027年のMILの1巡目指名権 (ミルウォーキーから) |
| 2020年11月24日 | デンバー・ナゲッツへドラフト指名のR・J・ハンプトン (#24) (ミルウォーキーから) | ミルウォーキー・バックスへドリュー・ホリデー (ニューオーリンズから) ドラフト指名のサム・メリル (#60) (ニューオーリンズから) |
| 2020年11月24日 | オクラホマシティ・サンダーへ2025年のATLのプロテクト付き2巡目指名権 | アトランタ・ホークスへダニーロ・ガリナリ (サイン・アンド・トレード) 金銭 |
| 2020年11月25日 | オクラホマシティ・サンダーへT・J・リーフ 2027年のINDの2巡目指名権 | インディアナ・ペイサーズへジェイレン・レック |
| 2020年11月27日 | オクラホマシティ・サンダーへトレバー・アリーザ (デトロイトから) ジャスティン・ジャクソン (ダラスから) 2023年の2巡目指名権 (ダラスから) 2026年のDALの2巡目指名権 (ダラスから) | デトロイト・ピストンズへデロン・ライト (ダラスから) |
| 2020年11月27日 | ダラス・マーベリックスへジェームス・ジョンソン (オクラホマシティから) | |

### フリーエージェンシー

#### 加入した選手
| 日付          | 選手               | 契約金   | 所属していたチーム                 | 参照   |
| ------------- | ------------------ | -------- | ---------------------------------- | ------ |
| 2020年12月9日 | モーゼス・ブラウン | 2way契約 | ポートランド・トレイルブレイザーズ | [ 13 ] |
| 2020年12月9日 | ジョシュ・ホール   | 2way契約 |                                    | [ 13 ] |

#### 脱退した選手
| 日付           | 選手                       | 脱退理由             | 加入したチーム       | 参照   |
| -------------- | -------------------------- | -------------------- | -------------------- | ------ |
| 2020年12月1日  | ジョシュ・グレイ           | ウェイブ             |                      | [ 14 ] |
| 2020年12月2日  | ジラン・チータム           | ウェイブ             |                      | [ 15 ] |
| 2020年12月2日  | アンドレ・ロバーソン       | フリーエージェンシー | ブルックリン・ネッツ |        |
| 2020年12月18日 | T・J・リーフ               | ウェイブ             |                      | [ 16 ] |
| 2020年12月18日 | アドミラル・スコフィールド | ウェイブ             |                      | [ 16 ] |
| 2020年12月21日 | フランク・ジャクソン       | ウェイブ             |                      | [ 17 ] |
| 2021年3月25日  | メイヤーズ・レナード       | ウェイブ             |                      | [ 18 ] |
| 2021年3月28日  | オースティン・リバース     | ウェイブ             |                      | [ 19 ] |